# Migas amb xocolata
Les migas amb xocolata són un plat de miques típic d'algunes regions d'interior dels Països Catalans, així com de la cuina manxega, i aragonesa. Aquesta preparació sol preparar-se bé com a desdejuni, bé com a berenar. La preparació és similar a la de les migues amb la particularitat de l'ús de xocolata (en algunes ocasions de cacau en pols) esmollat. És habitual que les restes de migues s'empraren en l'elaboració d'aquest plat afegint xocolata l'endemà.
Aquestes migues solen anomenar-se a Castella-la Manxa també com a migas mulatas per la seua oposició a les migas canas elaborades amb llet i d'aspecte blanquinós.